# 櫛谷和輝
櫛谷 和輝（くしたに かずき、1993年2月10日 - ）は、フォーチュンアイランド所属アーティスト。
Fis blockのラッパー。Fis block活動休止後、ソロ活動を開始、現在、ストマックボーイとして活動中。出身地：宮崎県、趣味：ゲーム、特技：ラップ。

## 来歴
- 2010年、Fis blockとして活動していたが、2014年に4月に一度脱退。
- 2016年8月、Fis blockに再加入。
- 2018年10月にFis block活動休止後、ソロ活動開始。
- 2019年8月、ストマックボーイに改名。